# Bernaville
Bernaville és un municipi francès situat al departament del Somme i a la regió dels Alts de França. L'any 2007 tenia 1.079 habitants.

## Demografia

### Població
El 2007 la població de fet de Bernaville era de 1.079 persones. Hi havia 401 famílies de les quals 101 eren unipersonals (39 homes vivint sols i 62 dones vivint soles), 128 parelles sense fills, 154 parelles amb fills i 18 famílies monoparentals amb fills.
La població ha evolucionat segons el següent gràfic:
Habitants censats

### Habitatges

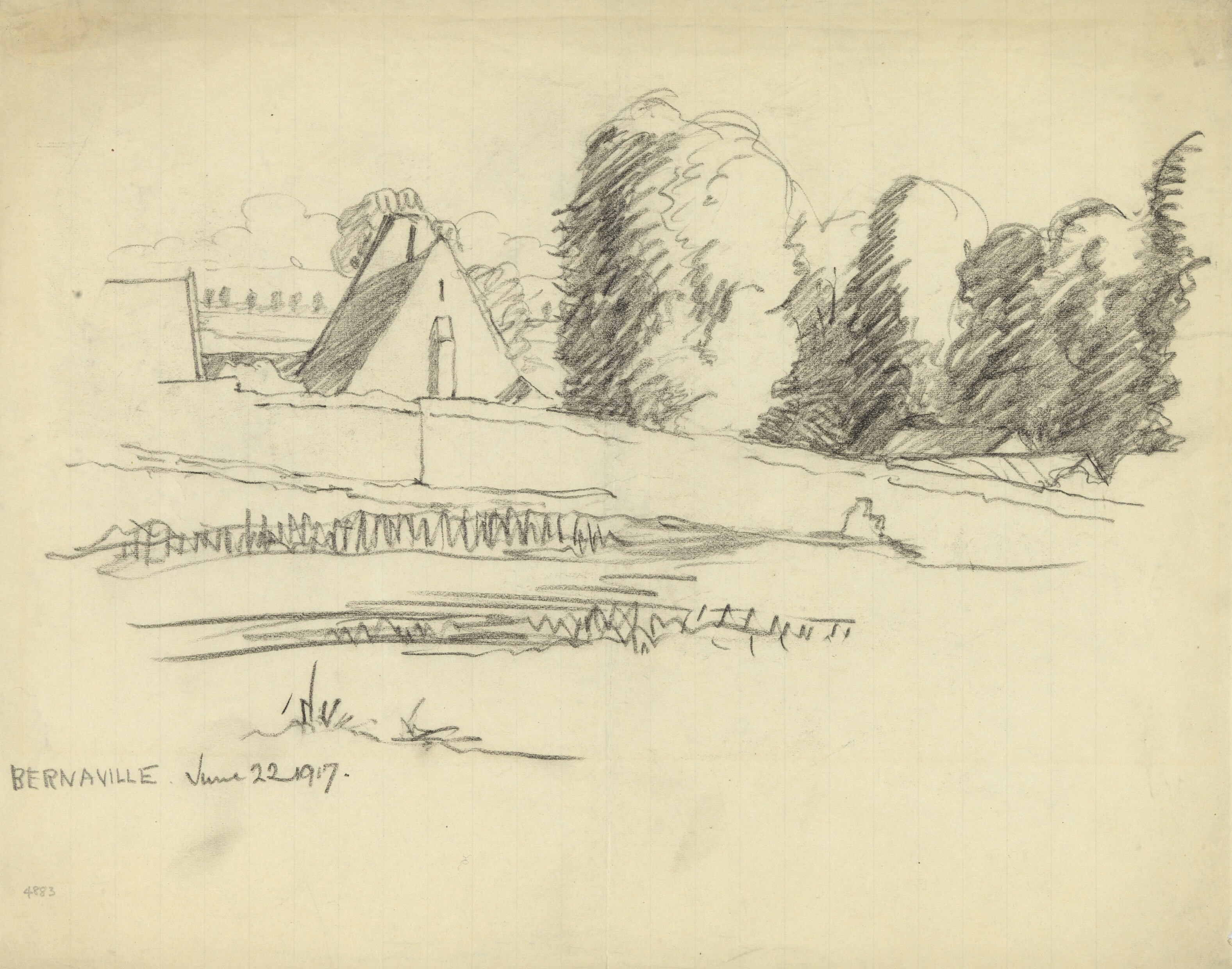

El 2007 hi havia 464 habitatges, 423 eren l'habitatge principal de la família, 14 eren segones residències i 27 estaven desocupats. 444 eren cases i 18 eren apartaments. Dels 423 habitatges principals, 329 estaven ocupats pels seus propietaris, 81 estaven llogats i ocupats pels llogaters i 13 estaven cedits a títol gratuït; 3 tenien una cambra, 14 en tenien dues, 51 en tenien tres, 171 en tenien quatre i 185 en tenien cinc o més. 364 habitatges disposaven pel capbaix d'una plaça de pàrquing. A 217 habitatges hi havia un automòbil i a 136 n'hi havia dos o més.

### Piràmide de població
La piràmide de població per edats i sexe el 2009 era:
| Homes | Edats   | Dones |
| ----- | ------- | ----- |
| 0     | 95 o +  | 0     |
| 4     | 90 a 94 | 8     |
| 4     | 85 a 89 | 0     |
| 12    | 80 a 84 | 0     |
| 8     | 75 a 79 | 16    |
| 16    | 70 a 74 | 32    |
| 32    | 65 a 69 | 28    |
| 20    | 60 a 64 | 32    |
| 8     | 55 a 59 | 24    |
| 48    | 50 a 54 | 36    |
| 12    | 45 a 49 | 24    |
| 44    | 40 a 44 | 44    |
| 40    | 35 a 39 | 40    |
| 56    | 30 a 34 | 32    |
| 40    | 25 a 29 | 40    |
| 32    | 20 a 24 | 32    |
| 32    | 15 a 19 | 40    |
| 48    | 10 a 14 | 60    |
| 24    | 5 a 9   | 36    |
| 40    | 0 a 4   | 16    |

## Economia
El 2007 la població en edat de treballar era de 644 persones, 482 eren actives i 162 eren inactives. De les 482 persones actives 429 estaven ocupades (241 homes i 188 dones) i 53 estaven aturades (23 homes i 30 dones). De les 162 persones inactives 48 estaven jubilades, 59 estaven estudiant i 55 estaven classificades com a «altres inactius».

### Ingressos
El 2009 a Bernaville hi havia 433 unitats fiscals que integraven 1.122 persones, la mediana anual d'ingressos fiscals per persona era de 15.695,5 €.

### Activitats econòmiques
Dels 53 establiments que hi havia el 2007, 2 eren d'empreses extractives, 2 d'empreses alimentàries, 5 d'empreses de fabricació d'altres productes industrials, 7 d'empreses de construcció, 9 d'empreses de comerç i reparació d'automòbils, 4 d'empreses de transport, 3 d'empreses d'hostatgeria i restauració, 2 d'empreses financeres, 3 d'empreses de serveis, 9 d'entitats de l'administració pública i 7 d'empreses classificades com a «altres activitats de serveis».
Dels 23 establiments de servei als particulars que hi havia el 2009, 2 eren oficines d'administració d'Hisenda pública, 1 gendarmeria, 1 oficina de correu, 2 oficines bancàries, 2 tallers de reparació d'automòbils i de material agrícola, 1 taller d'inspecció tècnica de vehicles, 1 autoescola, 1 paleta, 2 guixaires pintors, 2 fusteries, 1 empresa de construcció, 3 perruqueries, 1 veterinari, 2 restaurants i 1 agència immobiliària.
Dels 3 establiments comercials que hi havia el 2009, 1 era un hipermercat, 1 una botiga de menys de 120 m² i 1 una sabateria.
L'any 2000 a Bernaville hi havia 9 explotacions agrícoles.

## Equipaments sanitaris i escolars
El 2009 hi havia 1 farmàcia i 1 ambulància.
El 2009 hi havia una escola elemental. Bernaville disposava d'un col·legi d'educació secundària amb 266 alumnes.

## Poblacions més properes
El següent diagrama mostra les poblacions més properes.